# Scenedesmowate
Scenedesmowate (Scenedesmaceae) – rodzina glonów z klasy zielenic.
Komórki zebrane w płaskie lub trójwymiarowe cenobia, najczęściej w wielokrotnościach 4, czasem pojedyncze. Błony komórkowe pokryte sporopoleniną. Rozmnażanie bezpłciowe, wyłącznie za pomocą autospor.
Jej przedstawiciele są jednymi z najpospolitszych organizmów tworzących fitoplankton, zwłaszcza jezior mezotroficznych i eutroficznych.

## Systematyka
Systematyka tej rodziny niegdyś oparta na podstawie cech morfologicznych, podobnie jak wszystkich zielenic, jest obecnie w trakcie dyskusji i znacznej przebudowy.
Tradycyjnie rodzinę Scenedesmaceae włącza się do rzędu chlorokokowców (Chlorococcales Marchand 1895) i zalicza do niej następujące rodzaje (flora Polski):
- Coronastrum
- Crucigenia
- Crucigeniella
- Danubia
- Didymocystis
- Didymogenes
- Dimorphococcus
- Enalax
- Komarekia
- Lauterboniella
- Neodesmus
- Pseudotetrastrum
- Raysiella
- Scenedesmus
- Schroederiella
- Tetrachlorella
- Tetradesmus
- Tertallanthos
- Tetranephris
- Tetrastrum
- Westella

Według nowszych ujęć do tej rodziny zalicza się m.in. Coelastrum – rodzaj nominatywny likwidowanej wówczas rodziny Coelastraceae Wille 1909, a nawet postuluje likwidację rzędu Chlorococcales, przy czym rodzina Scenedesmaceae włączona jest do rzędu Sphaeropleales.